# توماس أ. ووفورد
توماس أ. ووفورد هو محامي وسياسي أمريكي، ولد في 27 سبتمبر 1908 في مقاطعة لورينز في الولايات المتحدة، وتوفي في 25 فبراير 1978 في غرينفيل في الولايات المتحدة. نشط حزبياً في الحزب الديمقراطي والحزب الجمهوري. وقد انتخب عضو مجلس الشيوخ الأمريكي ‏ عن دائرة South Carolina Class 2 senate seat ‏ وقد انضم خلال فترته النيابية ‏ (5 أبريل 1956 – 6 نوفمبر 1956) للكتلة البرلمانية الحزب الديمقراطي وانتخب عضو مجلس ولاية كارولاينا الجنوبية ‏.